# Natalia Jaroszewska
Natalia Jaroszewska (ur. 21 lutego 1979 w Łodzi) – polska projektantka mody.

## Życiorys
Natalia Jaroszewska jest absolwentką Wydziału Projektowania Ubioru na łódzkiej ASP Akademia Sztuk Pięknych im. Władysława Strzemińskiego. W 1999 wystąpiła w finale konkursu Smirnoff Fashion Awards, a w 2000 została laureatką ogólnopolskiego konkursu na projekt sukni ślubnej dla francuskiej firmy Cymbeline. Od 2002 jest publicystką mody w czasopismach Elle, Twój Styl, Pani, Cosmopolitan, Viva!, Gala, Glamour. W 2002 zaprojektowała kolekcję bielizny, która wygrała konkurs na Targach Odzieżowych CPD Igedo w Düsseldorfie oraz otrzymała Grand Prix Warszawskich Targów Bielizny i Pończosznictwa.
W tym samym roku była autorem kolekcji przedstawionej w Belwederze na pokazie Polska jest trendy, pod patronatem Jolanty Kwaśniewskiej.
W 2004 i 2005 magazyn Elle oraz magazyn Exlusive przyznał jej tytuł projektanta roku. W czerwcu 2004 Natalia Jaroszewska reprezentowała Polskę na międzynarodowych warsztatach mody w Londynie, zorganizowanych przez ambasadę Wielkiej Brytanii. Jej kolekcje prezentowały m.in. Fashion TV, TVN24. Jest projektantką strojów dla wielu gwiazd polskiego kina, m.in. Joanny Brodzik, Katarzyny Cichopek, Agnieszki Dygant, Karoliny Gruszki oraz Katarzyny Bujakiewicz.
W 2007 wydała książkę Chłopczyce, uwodzicielki, damy. Polska moda międzywojnia będącą pierwszą częścią projektu powstającego z inicjatywy Muzeum Historii Polski, mającego na celu przybliżenie nieudokumentowanej historii mody polskiej.
15 września 2012 wyszła za mąż. Jej mężem został Marinos Soteriou, oficer armii Cypru. To drugi ślub Jaroszewskiej.

## Publikacje
- Chłopczyce, uwodzicielki, damy. Polska moda międzywojnia wyd. Muzeum Historii Polski, seria: Historia stylu, Warszawa 2007, ISBN 978-83-60642-04-7